# Moussey (Aube)
Moussey é uma comuna francesa na região administrativa de Grande Leste, no departamento de Aube. Estende-se por uma área de 7,25 km². Em 2010 a comuna tinha 657 habitantes (densidade: 90,6 hab./km²).